# Heiko Braak
Heiko Braak (Kiel, 1937. június 16. –) német neurológus és egyetemi tanár. Hamburg, Berlin és Kiel egyetemein tanult, a frankfurti Goethe Egyetem neurológiai intézetének igazgatója. Főleg morfológiával, Parkinson-kórral és Alzheimer-kórral foglalkozik.